# Ensemble (Nouvelle-Calédonie)
Pour les articles homonymes, voir Ensemble (homonymie).
Ne doit pas être confondu avec Ensemble (parti français) ou Ensemble (coalition française).
Ensemble ! (anciennement appelée Union loyaliste) est une coalition de partis politiques du centre et de droite anti-indépendantiste de Nouvelle-Calédonie. 
Elle est initialement formée le 6 mai 2022 pour servir de « maison commune de la majorité présidentielle » en Nouvelle-Calédonie dirigée par Sonia Backès, à savoir une coalition pour présenter des candidatures communes avec l'étiquette nationale d'« Ensemble ! La majorité présidentielle » aux élections législatives de juin 2022 et pour défendre des positions communes dans les discussions sur l'avenir institutionnel. 
Puis, après la victoire de leurs candidats, cette coalition prend la forme d'une confédération dont les statuts sont présentés le 22 juin 2022, et dont le nom comme le logo reprennent ceux utilisés par la majorité présidentielle pendant les législatives : « Ensemble ! ».
Cette association est présidée par Sonia Backès et a pour porte-parole Christopher Gygès.

## Historique

### Union loyaliste
Le 29 avril 2022, quatre personnalités des Républicains calédoniens et de la coalition des Loyalistes- - Sonia Backès, Christopher Gygès, Naia Wateou et Willy Gatuhau - signent une tribune dans le quotidien local Les Nouvelles calédoniennes appelant « à l'union des forces non-indépendantistes », sans que cela soit « exclusif aux soutiens d'Emmanuel Macron » tout en se déclarant « convaincus que pour l'intérêt des Calédoniens, les prochains députés devront travailler en étroite collaboration avec la majorité présidentielle ». Le jour même et le lendemain, Calédonie ensemble et Générations NC (un autre parti membre des Loyalistes) répondent favorablement à cet appel et annoncent publiquement rejoindre cette union. Invitée du journal télévisé du soir de Nouvelle-Calédonie La 1ère le 1er mai 2022, Sonia Backès réitère cet appel à l'union ainsi que son soutien au président de la République réélu, annonçant par ailleurs le souhait d'Emmanuel Macron de candidatures communes de ses soutiens de la présidentielle pour les législatives en Nouvelle-Calédonie, et plus précisément de Nicolas Metzdorf dans la 2e circonscription. 
Les deux dirigeants du MPC (dernière composante des Loyalistes), Gil Brial et Isabelle Champmoreau, pour leur part, annoncent dans un premier temps, le 2 mai 2022, ne pas rejoindre immédiatement cette union tout en participant aux « éventuelles discussions pour la création de l’union », lui reprochant pour l'instant qu'elle soit faite pour « des raisons électorales » plutôt que pour « la défense d’un projet commun », et appelant à « une union plus large » avec « toutes les personnalités loyalistes ». Ils veulent surtout que tous les partis unis - et tout particulièrement Calédonie ensemble, jusqu'ici un opposant - s'engagent sur un certain nombre de points (le respect de la victoire du « non » aux trois référendums sur l'indépendance, la défense d'une autonomie dans la République française, le rejet de toute forme d'indépendance même associée, le refus d'une partition de l'archipel, l'égalité entre toutes les communautés, l'ouverture du corps électoral, la défense de la propriété privée contre les revendications foncières kanakes, la défense des libertés fondamentales dont celle d'entreprendre, la mise en place d'une représentativité au Congrès jugée plus « conforme à la réalité démographique et électorale » de chaque province, la révision de la clé de répartition et des financements des collectivités, la simplification administrative). 
Finalement, les candidatures avec l'investiture de la « Majorité présidentielle (Ensemble) » sont annoncées le 5 mai 2022 : le sortant Philippe Dunoyer de Calédonie ensemble dans la 1re circonscription et Nicolas Metzdorf de Générations NC dans la seconde (Philippe Gomès ayant préalablement annoncé ne pas briguer de troisième mandat). Le lendemain, l'« Union loyaliste » est confirmée entre Les Républicains calédoniens (et en son sein le MRC), Calédonie ensemble, Générations NC et le MPC afin de former un mouvement fédérateur (chaque parti conservant toutefois son existence propre) lié à La République en marche (en passe d'être rebaptisé « Renaissance ») et dirigé par Sonia Backès. Leur but est de défendre ces candidats de la « majorité présidentielle » aux élections législatives, de constituer un groupe commun baptisé « Union loyaliste » au Congrès (agrandi donc des six élus de Calédonie ensemble) et de peser ensemble dans les discussions sur l'avenir institutionnel.
Philippe Dunoyer et Nicolas Metzdorf sont finalement tous les deux élus au second tour le 19 juin 2022 face à des candidats indépendantistes, avec respectivement 66,4 % et 54,23 % des suffrages exprimés (après avoir obtenu 40,83 % et 33,7 % au premier tour),. Tous deux siègent au sein du groupe Renaissance (RE) à l'Assemblée nationale.

### La confédération loyaliste Ensemble!
Trois jours après cette victoire, le 22 juin 2022, les dirigeants des quatre formations présentent les statuts de la nouvelle confédération unissant leurs partis, sous le nom d'« Ensemble ! ». Une campagne d'information est également lancée auprès des militants afin de leur présenter cette union, après des années d'affrontements (surtout entre Calédonie ensemble et les autres mouvements), et pour préparer le congrès fondateur.

## Personnalités membres de l'union des Loyalistes

### Dirigeants
Les statuts de la confédération Ensemble ! présentés le 22 juin 2022 en font une association loi de 1901, dirigée par un bureau composé de :
- présidente : Sonia Backès (Loyalistes-LRC)
- vice-présidents : Gil Brial (Loyalistes-MPC) - Philippe Dunoyer (CE) - Nicolas Metzdorf (Loyalistes-Générations NC)
- secrétaire général, porte-parole : Christopher Gygès (Loyalistes-LRC)

### Au Congrès
Au Congrès de la Nouvelle-Calédonie, l'intergroupe Les Loyalistes est créé le 13 avril 2022 par 12 membres (porté momentanément à 13 avec le ralliement en août 2023 d'une ancienne militante de L'Éveil océanien qui a toutefois démissionné de l'intergroupe le jour même), à quoi peut s'ajouter à partir de mai 2022 le groupe de Calédonie ensemble avec 6 élus. Leurs membres sont tous également des conseillers provinciaux du Sud et sont issus de deux listes concurrentes des élections provinciales de 2019 : celle L'Avenir en confiance de Sonia Backès et celle de Calédonie ensemble de Philippe Gomès. La présidente du groupe Les Loyalistes est Françoise Suvé, et ses porte-parole sont Gil Brial et Nicolas Metzdorf, tandis que le président du groupe Calédonie ensemble reste Philippe Michel. La fusion de ces deux groupes a été annoncée, mais ne s'est toujours pas faite pas au 29 août 2023. La liste complète de leurs membres sont alors à distinguer.

#### Intergroupe Les Loyalistes
- Sonia Backès (présidente fondatrice de LRC depuis 2017, cheffe de file de la coalition Les Loyalistes depuis 2020, coordinatrice de l'Union loyaliste Ensemble depuis 2022, présidente de l'Assemblée de la Province Sud depuis 2019, secrétaire d'État à la Citoyenneté depuis 2022, tête de la liste « UCF » en 2014 et L'Avenir en confiance en 2019, ancienne présidente des groupes UCF en 2014, Les Républicains de 2015 à 2017 puis Les Républicains calédoniens de 2017 à 2019, ancienne membre du gouvernement de la Nouvelle-Calédonie de 2009 à 2015, ancienne conseillère municipale de Nouméa de 2014 à 2020)
- Marie-Jo Barbier (MPC, ancienne conseillère municipale de Nouméa de 2001 à 2020, ancienne 15e puis 14e adjointe au maire de Nouméa chargée de l'état civil, de l'enfance et de la famille de 2008 à 2014), membre du Congrès depuis le 6 juillet 2019 en remplacement d'Isabelle Champmoreau (élue au gouvernement)
- Philippe Blaise (co-secrétaire général des Républicains calédoniens depuis 2017 et président fondateur du MRC depuis 2011, ancien co-porte-parole et vice-président du groupe L'Avenir en confiance de 2019 à 2022, 1er vice-président de l'Assemblée de la Province Sud depuis 2019, conseiller municipal de Nouméa depuis 2014)
- Gil Brial (président du MPC depuis 2018, 3e puis 2e vice-président de l'Assemblée de la Province Sud depuis 2012, co-porte-parole de l'intergroupe depuis 2022, conseiller municipal de Dumbéa depuis 2014)
- Lionnel Brinon (Les Républicains calédoniens, ancien secrétaire général de Tous Calédoniens de 2015 à 2018, conseiller municipal de La Foa depuis 2014 et 1er adjoint au maire depuis 2020)
- Jean-Gabriel Favreau (co-animateur du pôle vie militante des Républicains calédoniens depuis 2017, conseiller financier, champion de funboard), membre du Congrès depuis le 6 juillet 2019 en remplacement de Yoann Lecourieux (élu au gouvernement)
- Brieuc Frogier (ex-Rassemblement-LR, fils du sénateur, signataire de l'accord de Nouméa et ancien président du parti Pierre Frogier, Mont-Dore)
- Muriel Malfar-Pauga (Les Républicains calédoniens, dirigeante de « Passionnément Dumbéa », ancienne médiatrice du logement au gouvernement de la Nouvelle-Calédonie de 2018 à 2019, conseillère municipale de Dumbéa de 2001 à 2020)
- Nicolas Metzdorf (président fondateur de Générations NC depuis 2019, également militant de LREM, co-porte-parole de l'intergroupe depuis 2022, député Renaissance de la 2e circonscription depuis 2022, responsable des « Jeunes ensemble » de 2010 à 2019, membre fondateur du Collectif pour un drapeau commun en 2010, ancien membre du gouvernement de la Nouvelle-Calédonie de 2017 à 2019, ancien maire de La Foa de 2020 à 2022, originaire de Poya)
- Alésio Saliga (vice-président des Républicains calédoniens depuis 2017, également militant de LREM, Nouméa)
- Françoise Suvé (Les Républicains calédoniens-« Avec nous, ça va changer »-LREM, présidente du groupe Les Loyalistes depuis 2022, 7e puis 8e adjointe au maire de Nouméa chargée de l'environnement et du développement durable depuis 2014)
- Naia Wateou (groupe Les Loyalistes-Les Républicains calédoniens, cheffe du groupe L'Avenir en confiance à l'Assemblée de la Province Sud depuis 2019, conseillère municipale de Nouméa depuis 2020, suppléante du député Renaissance de la 1re circonscription Philippe Dunoyer depuis 2022, originaire d'Ouvéa)

#### Groupe Calédonie ensemble
- Philippe Dunoyer (co-porte-parole de Calédonie ensemble depuis 2009, président du groupe Calédonie ensemble de 2014 à 2016, vice-président du groupe Calédonie ensemble depuis 2019, député UDI puis Renaissance de la 1re circonscription depuis 2017, ancien membre du gouvernement de 2009 à 2014 et de 2016 à 2017, ancien 3e adjoint au maire de Nouméa de 2014 à 2017)
- Philippe Gomès (dirigeant fondateur de Calédonie ensemble depuis 2008, tête de liste en 2009, 2014 et 2019, député UDI de la 2e circonscription de 2012 à 2022, ancien président du gouvernement de 2009 à 2011, ancien membre du gouvernement de 1999 à 2001 et de 2009 à 2012, ancien président de l'Assemblée de la Province Sud de 2004 à 2009, ancien maire de La Foa de 1989 à 2008)
- Emmanuelle Khac (La Foa)
- Magali Manuohalalo (fille de l'ancien membre du gouvernement Aukusitino Manuohalalo, conseillère municipale d'opposition de Nouméa depuis 2020)
- Philippe Michel (secrétaire général de Calédonie ensemble depuis 2008, président du groupe Calédonie ensemble de 2008 à 2014 et depuis 2022, ancien président de l'Assemblée de la Province Sud de 2014 à 2019, président de l'intergroupe de 2017 à 2018, Nouméa)
- Annie Qaézé (ancienne suppléante du député UDI de la 1re circonscription Philippe Dunoyer de 2017 à 2022, ancienne conseillère municipale de Nouméa de 2014 à 2020, originaire de Lifou)

### En Province Sud
Il n'y a pas, au 6 août 2022, de groupe unitaire encore constitué. Les membres de la confédération sont donc répartis entre trois groupes : L'Avenir en confiance (14 élus, dirigé par Naia Wateou), Calédonie ensemble (7 élus, dirigé par Philippe Michel) et Générations NC (2 élus, dirigé par Nina Julié). Totalisant 23 sièges sur 40, ils disposent d'une majorité absolue depuis mai 2022, complétée par une coopération avec L'Éveil océanien. Leurs membres sont :
- Sonia Backès (L'AEC-LRC, présidente)
- Marie-Jo Barbier (L'AEC-MPC, Enseignement)
- Philippe Blaise (L'AEC-LRC-MRC, 1er vice-président)
- Gil Brial (L'AEC-MPC, 2e vice-président)
- Lionnel Brinon (L'AEC-LRC)
- Philippe Dunoyer (Calédonie ensemble)
- Jean-Gabriel Favreau (L'AEC-LRC, Jeunesse, Sports et Loisirs)
- Brieuc Frogier (L'AEC-ex-Rass.-LR)
- Philippe Gomès (Calédonie ensemble)
- Nina Julié (Générations NC)
- Jean Ignace Käys (Calédonie ensemble, Développement rural)
- Emmanuelle Khac (Calédonie ensemble)
- Muriel Malfar-Pauga (L'AEC-LRC-« Passionnément Dumbéa », Habitat, Urbanisme et Aménagement)
- Magali Manuohalalo (Calédonie ensemble, Suivi du Plan provincial de Développement durable)
- Nicolas Metzdorf (Générations NC)
- Philippe Michel (Calédonie ensemble, Budget, Finances et Patrimoine)
- Annie Qaézé (Calédonie ensemble)
- Alésio Saliga (L'AEC-LRC)
- Christiane Saridjan-Verger (L'AEC-LRC, à p. du 6 juillet 2019)
- Françoise Suvé (L'AEC-LRC-« Avec nous, ça va changer », Équipements, Énergie et Transports, SECAL)
- Julien Tran-Ap (L'AEC-MPC, à p. du 6 juillet 2019)
- Léa Tripodi (L'AEC-MPC, Emploi et Formation professionnelle, à p. du 6 juillet 2019)
- Naia Wateou (L'AEC-LRC, cheffe du groupe, Développement économique)

### Au Gouvernement

#### 17egouvernement(opposition, depuis 2021)
Lors de la désignation du 17e gouvernement, le 17 février 2021, le groupe L'Avenir en confiance au Congrès avait présenté une liste qui avait obtenu 18 voix, soit 17 venant de son groupe (un des bulletins, sans savoir lequel, s'étant porté sur la liste de l'Union nationale pour l'indépendance UNI) en plus de celle de Nicolas Metzdorf de Générations NC. Elle avait donc gagné 4 des 11 sièges à pourvoir, à savoir les mêmes personnalités que dans l'exécutif précédent qui continuent donc de laisser leur siège au Congrès et à l'Assemblée provinciale du Sud à leur suivant de liste après leur entrée en fonction effective le 16 juillet 2021. Lors de la formation du groupe « Les Loyalistes » au Congrès le 13 avril 2022, ce sont deux de ses membres qui y sont rattachés :
- Isabelle Champmoreau (MPC, Vice-présidente, Enseignement, Enseignement supérieur, Égalité des chances, Santé scolaire, Famille, Égalité des genres, Lutte contre les violences conjugales et Bien-être animal)
- Christopher Gygès (LRC, Économie numérique, Économie de la mer, Transition énergétique, Développement des énergies renouvelables, Dialogue social et Suivi des zones franches)

Concernant Calédonie ensemble, qui a rejoint l'Union loyaliste en mai 2022, il avait présenté sa propre liste qui avait obtenu six voix pour un seul élu :
- Joseph Manauté (jusqu'au 14 décembre 2022) puis Jérémie Katidjo-Monnier (Calédonie ensemble, Développement durable, Environnement, Transition écologique, Gestion et valorisation du Parc naturel de la mer de Corail, Plan d’atténuation et d’adaptation aux effets du changement climatique, Politique de l'eau, Transition alimentaire)

### Maires
Lors de la création du groupe « Les Loyalistes » au Congrès le 13 avril 2022, trois communes étaient dirigées par des maires membres ou proches de l'un des partis le composant (La Foa, Nouméa, Païta). Avec le ralliement de Calédonie ensemble en mai 2022, les quatre maires de ce mouvement ont également rejoint la coalition (ceux de Bourail, Farino, Moindou et Pouembout). Il s'agit de : 
- Bourail : Patrick Robelin (proche de Calédonie ensemble)
- Farino : Régis Roustan (Calédonie ensemble)
- La Foa : Nicolas Metzdorf (GNC, jusqu'au 12 juillet 2022) puis Florence Rolland (GNC)
- Moindou : Léon-Joseph Peyronnet  (Calédonie ensemble)
- Nouméa : Sonia Lagarde (LREM/RE)
- Païta : Willy Gatuhau (LRC)
- Pouembout : Yann Peraldi (proche de Calédonie ensemble)